# Svobodno cesarsko mesto
V Svetem rimskem cesarstvu se skupni izraz Svobodno cesarsko mesto (nemško: Freie und Reichsstädte ali Freie Reichsstadt, latinsko: urbs imperialis libera), uporablja od 15. stoletja dalje za označevanje mesta s samostojnim odločanjem in določenim delom avtonomije. Cesarsko mesto je imelo status cesarske neposrednosti in kot tako je bilo podrejeno samo cesarju, v nasprotju z ostalimi mesti ali naselji, ki so bila podrejena pristojnemu knezu - pa naj bo to cerkveni gospodar (knezoškof, knez-opat) ali posvetni vladar (vojvoda, mejni grof, grof, itd.)

## Poreklo
Razvoj nekaterih nemških mest v sistem lastnega odločanja konstitutivnih subjektov imperija, je bil počasnejši od tistega, od posvetnih in cerkvenih knezov. V teku 13. in 14. stoletja so nekatera mesta na pobudo cesarja dobila status cesarskega mesta (Reichsstädte; Urbes imperiales) zaradi fiskalnih razlogov. Ta mesta, ki so jih upravljali najprej kraljevi pooblaščenci, so se postopoma osamosvojila kot mesto s sodno upravo in administracijo.
Svobodna mesta (Freie Städte; Urbes liberae) so bila tista, kot na primer Basel, Augsburg, Köln in Strasbourg, kjer je bil najprej upravljavec knezoškof, in so se prav tako postopoma osamosvojila tudi od tega. V nekaterih primerih, kot je bil Köln, kjer je nekdanji cerkveni gospodar še zahteval pravico izvajati nekatere prejšnje fevdalne privilegije nad svobodnim mestom, je bil to povod za skoraj konstantne sodne spore do konca cesarstva.
Sčasoma se je razlika med cesarskimi mesti in svobodnimi mesti vse bolj brisala, tako da so postala splošno znana kot »svobodna cesarska mesta« ali »svobodna in cesarska mesta«. Do konca 15. stoletja je bilo v ta status vključenih veliko mest.  Kot druge cesarske države, so z vojsko zagotavljale mir in kontrolo nad trgovino in niso dovolile poseganja od zunaj. V poznem srednjem veku so številna svobodna mesta oblikovala Mestno ligo (Städtebünde): primer Hanzeatska liga ali Alzaška Décapole, ki so spodbujale in zagovarjale svoje interese.
V teku srednjega veka so mesta pridobila in včasih izgubila svobodo glede na spremenljivo politike moči. Nekatera mesta so ta status pridobila z darilno listino. Druga so jo kupila od kneza, ker je potreboval sredstva. V 13. in 14. stoletju so si nekatera priborila status z orožjem,  druga so ga izgubila v istem obdobju. Nekatera mesta so postala svobodna zaradi izumiranja prevladujočih družin, kot je švabska dinastija Hohenstaufen. Nekatera so šla prostovoljno pod zaščito pristojnega vladarja in tako izgubila svojo neodvisnost.
Nekaj, kot na primer protestantski Donauwörth, ki je v letu 1607 pripadel k rimskokatoliški vojvodini Bavarski, jim je cesar status svobodnega mesta odvzel iz izmišljenih razlogov. Vendar se je to le redko zgodilo po reformaciji in svobodnih cesarskih mest je po miru v Vestfaliji ostalo še približno petdeset vse dokler niso leta 1803 izgubila cesarsko neposrednost.

## Razlika med svobodnimi cesarskimi mesti in drugimi mesti
Približno štiri tisoč krajev in mest v cesarstvu je bilo okoli leta 1600, več kot devet desetin jih je imelo manj kot tisoč prebivalcev.  V poznem srednjem veku je bilo manj kot dvesto mest, ki je kdaj uživalo status svobodnega cesarskega mesta in le nekaj je bilo tistih, ki so ta status imela nekaj desetletij. Vojaški davčni register ( Reichsmatrikel) iz leta 1521 ima na seznamu petinosemdeset mest, se je pa ta številka znižala na petinšestdesetih v času od miru v Augsburgu leta 1555. Od  Vestfalskega miru dalje (od 1648 do 1803), se je njihovo število gibalo okoli petdeset. 
Za razliko od svobodnih cesarskih mest, se druga kategorija mest imenuje "ozemeljsko mesto"  , je bilo pod cerkveno ali gosposko upravo in mnoga od njih so uživala samoupravo v različnem obsegu. To je bil negotov privilegij, ki se je lahko skrajšal ali odpravil glede na voljo gospodarja.
Kar kaže na izredno kompleksno konstitutivno ureditev Svetega rimskega cesarstva, je tretja kategorija, sestavljena iz pol-avtonomnih mest, ki niso pripadala nobeni od prejšnjih in se razlikujejo glede na nekatere zgodovinarje. To so bila mesta, katerih velikost in gospodarska moč je bila znatna in je zadostovala za neodvisnost od okoliških ozemeljskih gospodov, čeprav formalne pravice do neodvisnosti niso obstajale. Ta mesta so se običajno nahajala na majhnih ozemljih, kjer je bil vladar slab. Svobodna in cesarska mesta so imela običajno tudi predstavništvo v teritorialnih kolegijih, vendar ne v cesarskem zboru. 

## Organizacija
Svobodna cesarska mesta niso bila uradno priznana kot samostojna cesarska država do cesarskega zbora vse do leta 1489 in še takrat je njihov glas veljal le kot posvetovalen (votum consultativum) v primerjavi vladnimi elektorji in volilnimi knezi. Mesta so bila razdeljena v dve skupini ali so bili elektorji v  cesarskem zboru (Reichstag) ali v renskem ali švabskem okrožju.
Proti koncu Svetega rimskega cesarstva, je bilo še petdeset svobodnih mest, tako večjih kot več manjših:

### Rensko okrožje
1. Köln
2. Aachen
3. Lübeck
4. Worms
5. Speyer
6. Frankfurt na Majni
7. Goslar
8. Bremen
9. Hamburg
10. Mülhausen
11. Nordhausen
12. Dortmund
13. Friedberg
14. Wetzlar

### Švabsko okrožje
1. Regensburg
2. Augsburg
3. Nürnberg
4. Ulm
5. Esslingen am Neckar
6. Reutlingen
7. Nördlingen
8. Rothenburg
9. Hall (danes Schwäbisch Hall)
10. Rottweil
11. Überlingen
12. Heilbronn
13. Schwäbisch, (danes Schwäbisch Gmünd)
14. Memmingen
15. Lindau
16. Dinkelsbühl
17. Biberach an der Riss
18. Ravensburg
19. Schweinfurt
20. Kempten
21. Windsheim
22. Kaufbeuren
23. Weil der Stadt
24. Wangen
25. Isny
26. Pfullendorf
27. Offenburg
28. Leutkirch
29. Wimpfen
30. Weissenburg im Nordgau
31. Giengen
32. Gengenbach
33. Zell am Harmersbach
34. Buchhorn  (danes Friedrichshafen)
35. Aalen
36. Bopfingen